# Simon Nolet
Simon Laurent Nolet (* 23. September 1941 in Saint-Odilon-de-Cranbourne, Québec) ist ein ehemaliger kanadischer Eishockeyspieler, -trainer und -scout, der im Verlauf seiner aktiven Karriere zwischen  und 1977 unter anderem 596 Spiele für die Philadelphia Flyers, Kansas City Scouts, Pittsburgh Penguins und Colorado Rockies in der National Hockey League auf der Position des rechten Flügelstürmers bestritten hat. Seinen größten Karriereerfolg feierte der zweimalige All-Star in Diensten der Philadelphia Flyers, mit denen er im Jahr 1974 den Stanley Cup gewann. Nach seinem Karriereende arbeitete er kurzzeitig als Trainer für verschiedene Mannschaften und ab 1990 über 25 Jahre lang als Scout bei seinem Ex-Team aus Philadelphia.

## Karriere
Nolet verbrachte seine Juniorenzeit ab 1960 zunächst in seiner Heimatprovinz Québec bei den Citadelles de Québec in der Ligue de hockey junior du Québec. Zum Ende der Saison 1961/62 debütierte der Stürmer im Profibereich, als er für die As de Québec in der American Hockey League auflief. Im Sommer 1962 wechselte der Franko-Kanadier dann fest in den Profibereich. Er schloss sich den Windsor Maple Leafs aus der Provinz Nova Scotia an, für die er zwei Jahre lang bis 1964 in der Nova Scotia Senior Hockey League auflief. Zwischenzeitlich stand er auch im Aufgebot des Ligakonkurrenten Moncton Hawks.
Ab dem Sommer 1964 kehrte Nolet nach Québec zurück. Neben weiteren Einsätzen für die As de Québec führte er die Castors de Sherbrooke zum Gewinn des Allan Cups. Anschließend wechselte er nach den sporadischen Einsatzzeiten der Vorjahre vollends in die AHL zu den As. Der Angreifer verbrachte zwei komplette Spielzeiten beim Team, ehe das Franchise von den neu gegründeten Philadelphia Flyers aus der National Hockey League aufgekauft wurde, wodurch Nolets Transferrechte ebenfalls an das Expansion-Team übergingen. Im Verlauf der Saison 1967/68 debütierte Nolet in vier Spielen für die Flyers, spielte aber weiterhin hauptsächlich für die As de Québec, die er ins Finale um den Calder Cup führte. Dort unterlag die Mannschaft den Rochester Americans. Für den Franko-Kanadier endete das Spieljahr jedoch versöhnlich, da ihm seine 96 Scorerpunkte die John B. Sollenberger Trophy bescherten und er zudem ins AHL Second All-Star Team berufen wurde. In der Folge häuften sich seine Einsätze in der NHL. Über die folgenden zwei Spielzeiten teilten sich seine Einsatzzeiten zwischen Québec und Philadelphia auf.
Erst zur Saison 1979/71 gelang Nolet der endgültige Sprung in die NHL und er spielte die folgenden vier Jahre für die Philadelphia Flyers. Dort war er ein stetiger Punktesammler, ehe er durch die Verpflichtung von Reggie Leach im Mai 1974 obsolet wurde. Sein Engagement krönte er mit dem Gewinn des Stanley Cups in den Playoffs 1974 als Teil der sogenannten „Broad Street Bullies“, ehe er von den Flyers im NHL Expansion Draft 1974 ungeschützt gelassen wurde. Aufgrund seiner Erfahrung in der Liga wurde er von den neu gegründeten Kansas City Scouts ausgewählt und umgehend zu deren Mannschaftskapitän ernannt. Für die folgenden nahezu zwei Jahre war er ein fester Bestandteil des Teams, ehe er zur Mitte der Saison 1975/76 im Januar 1976 gemeinsam mit Ed Gilbert und einem Erstrunden-Wahlrecht im NHL Amateur Draft 1976 im Tausch für Steve Durbano, Chuck Arnason und ein Erstrunden-Wahlrecht desselben Drafts an die Pittsburgh Penguins abgegeben wurde.
Für die Penguins absolvierte Nolet lediglich 39 Saisonspiele sowie drei weitere in den Playoffs. Bereits im September 1976 wurde er zu den Colorado Rockies transferiert – so nannten sich die Kansas City Scouts nach dem Umzug aus Kansas City im Bundesstaat Missouri nach Denver im Bundesstaat Colorado. Mit ihm wechselte auch Torwart Michel Plasse zu den Rockies und Colin Campbell wurde für die Saison 1976/77 aus Pittsburgh ausgeliehen. Dies war die zu entrichtende Entschädigung an die Rockies, nachdem die Penguins Free Agent Denis Herron im Vormonat unter Vertrag genommen hatten. Bei den Colorado Rockies wurde Nolet umgehend wieder zum Mannschaftskapitän ernannt. Dieses Amt hatte er bis zu seinem Karriereende im Sommer 1977 inne, als er sich 35-jährig aus dem aktiven Sport zurückzog.
In der Folge legte Nolet eine längere Pause ein und kehrte erst 1982 in die Öffentlichkeit zurück. Für die folgenden fünf Spielzeiten bis zum Sommer 1987 war er als Assistenztrainer der Nordiques de Québec unter Cheftrainer Michel Bergeron tätig. Im Verlauf der Saison 1987/88 wurde er dann zum Cheftrainer des Farmteams Fredericton Express aus der AHL ernannt und ersetzte dort Ron Lapointe, der zum Cheftrainer der Nordiques befördert worden war. Mit den Express erreichte er das Finale um den Calder Cup, allerdings wurde sein Engagement nicht fortgesetzt. Nach einer zweijährigen Pause verpflichtete ihn schließlich sein Ex-Team Philadelphia Flyers als Scout für den Amateurbereich. Diesen Posten besetzte Nolet bis zum Ende der Saison 2017/18 insgesamt 28 Jahre lang.

## Erfolge und Auszeichnungen
| - 1965 Allan-Cup-Gewinn mit den Castors de Sherbrooke - 1968 John B. Sollenberger Trophy - 1968 AHL Second All-Star Team | - 1972 Teilnahme am NHL All-Star Game - 1974 Stanley-Cup-Gewinn mit den Philadelphia Flyers - 1975 Teilnahme am NHL All-Star Game |

## Karrierestatistik
(Legende zur Spielerstatistik: Sp oder GP = absolvierte Spiele; T oder G = erzielte Tore; V oder A = erzielte Assists; Pkt oder Pts = erzielte Scorerpunkte; SM oder PIM = erhaltene Strafminuten; +/− = Plus/Minus-Bilanz; PP = erzielte Überzahltore; SH = erzielte Unterzahltore; GW = erzielte Siegtore; 1 Play-downs/Relegation; Kursiv: Statistik nicht vollständig)